# Jiří Anderle (1962)
Jiří Anderle (* 15. dubna 1962, Český Krumlov) je bývalý český fotbalista, obránce.

## Fotbalová kariéra
Hrál za TJ Vítkovice a TJ Dynamo České Budějovice. V československé lize odehrál 53 utkání. Na úrovni krajské 1.A třídy hrál i v 50 letech.

## Ligová bilance
| Ročník                                   | Zápasy | Góly | Klub                       |
| ---------------------------------------- | ------ | ---- | -------------------------- |
| 1. československá fotbalová liga 1983/84 | 4      | 0    | TJ Vítkovice               |
| Česká národní fotbalová liga 1984/85     | 17     | 0    | TJ Dynamo České Budějovice |
| 1. československá fotbalová liga 1985/86 | 26     | 0    | TJ Dynamo České Budějovice |
| 1. československá fotbalová liga 1986/87 | 23     | 0    | TJ Dynamo České Budějovice |
| Česká národní fotbalová liga 1987/88     | 20     | 1    | TJ Dynamo České Budějovice |
| Česká národní fotbalová liga 1988/89     | 11     | 0    | TJ Dynamo České Budějovice |
| CELKEM 1. liga                           | 53     | 0    |                            |